# Elizabeth Campbell, Duquesa de Argyll
Elizabeth Georgiana Campbell, Duquesa de Argyll CI VA (nascida Leveson-Gower; 30 de maio de 1824 – Londres, 25 de maio de 1878) foi uma nobre britânica e abolicionista. Nascida na rica família Sutherland-Leveson-Gower, era a filha mais velha do 2.º Duque de Sutherland por sua esposa, a anfitriã política Harriet Howard. Em 1844, Elizabeth casou-se com George Campbell, marquês de Lorne, filho mais velho e herdeiro do 7.º duque de Argyll. Ela se tornou a duquesa de Argyll em 1847, quando seu marido sucedeu o pai.
Como sua mãe, a duquesa de Argyll era uma proeminente oponente da escravidão. A dupla ajudou a escrever uma carta intitulada An Affectionate and Christian Address of Many Thousands of Women of Great Britain and Ireland to Their Sisters, the Women of the United States of America, pedindo o fim da escravidão, a qual atraiu assinaturas de 562.848 mulheres britânicas. As duas costumavam receber a abolicionista e escritora americana Harriet Beecher Stowe quando ela visitou a Inglaterra. A duquesa e Beecher Stowe eram amigas e mantinham correspondência.
Em 1868, a duquesa de Argyll sucedeu a duquesa de Wellington como senhora das vestes da rainha Vitória, mantendo o cargo até 1870, quando se demitiu devido a problemas de saúde. Veio a falecer em 1878, logo após ser nomeada membro da recém-criada Ordem da Coroa da Índia, enquanto comia com William Ewart Gladstone em Londres.

## Primeiros anos e família
Lady Elizabeth Georgiana Leveson-Gower foi criada em meio a grande riqueza. Sua avó paterna, a grande herdeira Elizabeth Gordon, era suo jure Condessa de Sutherland, supervisionando propriedades que mediam de 800 mil a um milhão de acres nas Terras Altas da Escócia. As terras de Sutherland foram aumentadas ainda mais quando de seu casamento com George Leveson-Gower (mais tarde 1.º Duque de Sutherland), em 1785. Em 1823, seu filho George se casou com Lady Harriet Howard, filha de George Howard, 6.º conde de Carlisle. Lady Elizabeth Leveson-Gower nasceu no ano seguinte, em 30 de maio de 1824. Três irmãos e duas irmãs seguiram.
Com propriedades familiares na Escócia e na Inglaterra, a educação de Elizabeth envolveu muitas viagens. Sua residência principal era a luxuosa Stafford House, em Londres, adquirida em 1827, mas também residiam em muitas propriedades rurais. O casal, especialmente Harriet, levou uma vida social vibrante. Ela era uma anfitriã política conhecida por sua amizade e posição como Senhora dos Robes da jovem rainha Victoria. Em 1833, o 1.º duque morreu e o pai de Elizabeth o sucedeu como o 2.º duque de Sutherland, herdando extensas propriedades. O historiador Eric Richards escreve que a primeira metade do século XIX viu o auge da influência social e econômica da Casa de Sutherland, com sua riqueza derivada de aluguéis, várias ações e dividendos de empresas de transporte.

## Casamento

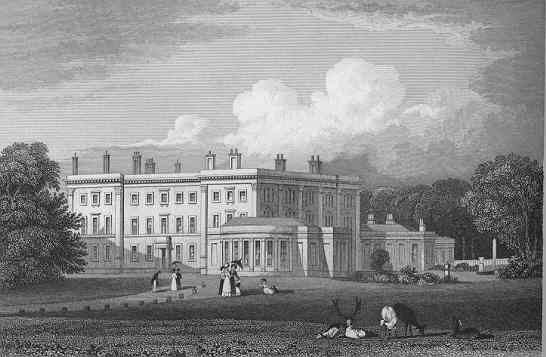
Trentham Hall na década de 1820

Enquanto acompanhava a rainha Vitoria ao Castelo Taymouth em 1842, Lady Elizabeth conheceu George Douglas Campbell, marquês de Lorne, filho mais velho do 7.º duque de Argyll. Eles se casaram na propriedade Leveson-Gower em Trentham Hall em 31 de julho de 1844. O arcebispo de Iorque, Edward Venables-Vernon-Harcourt, presidiu o casamento. A propriedade de Argyll estava em dívida, então a riqueza de Elizabeth era muito necessária. Sua união resultou na união de duas das maiores famílias de proprietários de terras da Escócia.
O jovem casal recebeu Rosneath por seu pai no momento do casamento. Profundamente religiosa, Elizabeth foi criada na fé anglicana, mas se converteu à Igreja da Escócia após seu casamento, tendo sua primeira comunhão na fé mais tarde naquele ano. Como muitos de seus antecessores, Elizabeth era uma forte defensora da Igreja Episcopal Escocesa na Diocese de Argyll e nas Ilhas. O casal possuía interesse semelhante na política liberal. Elizabeth era digna e culta, e Lorne encontrou em sua nova esposa "mais do que tudo que me foi dito por seus numerosos amigos ... Em alguns assuntos, exceto na filosofia e nas ciências naturais, ela era mais amplamente lida do que eu estava na época".

## Duquesa de Argyll
Lorne sucedeu seu pai como 8.º duque de Argyll em 25 de abril de 1847, quando Elizabeth se tornou duquesa de Argyll. As propriedades principais da família incluíam o Argyll Lodge em Londres, a sede da família no Castelo Inveraray em Argyllshire e Rosneath. O primeiro filho deles, John, nasceu dentro de um ano após o casamento – teriam mais quatro filhos e sete filhas. A casa de Argyll era sóbria, adequada e orientada pela rotina, com horários prescritos para oração, café da manhã, almoço e jantar. Não era esperado que as crianças mostrassem emoções como o choro, exceto por "causas reais", como a morte de um animal de estimação da família. O estudioso escocês John Stuart Blackie desfrutou da solenidade do estilo de vida do casal e os visitou frequentemente. Ele dedicou sua obra de 1876, Language and Literature of the Scottish Highlands, a Elizabeth.
A historiadora Anne Jordan escreve que a duquesa era "velha antes do tempo", tendo dado à luz doze filhos. Ela sofria de problemas de saúde, em parte devido a um derrame de 1868 que a deixou parcialmente incapacitada o que forçou grande parte da educação das crianças a ser supervisionada pelo marido. Sua terceira filha, Lady Victoria, que também sofria de problemas de saúde devido a uma contração da poliomielite, cuidou de sua mãe. Uma vez adultos, os acordos de casamento dos seus filhos eram um esgotamento dos recursos da família, com todos, exceto um, se casando. Seu filho mais velho, John, casou-se com a quarta filha da rainha, a princesa Louise, em 1871, e tornou-se governador geral do Canadá em 1878.
Como sua mãe, a duquesa de Sutherland, a duquesa de Argyll era uma defensora proeminente do movimento abolicionista. Elizabeth foi uma das muitas mulheres britânicas afetadas pelo romance anti-escravidão de 1852, Uncle Tom's Cabin. No ano seguinte, na casa de sua mãe, a duquesa ajudou a redigir uma carta intitulada An Affectionate and Christian Address of Many Thousands of Women of Great Britain and Ireland to Their Sisters, the Women of the United States of America. A carta, eventualmente assinada por 562.848 mulheres, pedia o fim da escravidão porque a instituição não reconheceu o casamento de escravos, levou à separação de pais e filhos e impediu que os escravos recebessem educação cristã. Foi enviado à autora de Uncle Tom's Cabin, o autor abolicionista americano Harriet Beecher Stowe. Ela e a duquesa de Argyll tornaram-se amigas e mantiveram uma correspondência. Harriet Beecher Stowe costumava visitar as duquesas de Sutherland e Argyll quando viajava para a Inglaterra e se beneficiava de suas conexões com políticos seniores. O duque e a duquesa de Argyll também eram amigos do político e líder anti-escravista americano Charles Sumner, levando a historiadora Amanda Foreman a escrever que o "relacionamento entre [o duque de Argyll] e Sumner provaria ser uma das amizades mais importantes desde a Guerra Civil".
Em dezembro de 1868, Lady Campbell foi nomeada senhora das vestes pela rainha Vitória, sucedendo Elizabeth Wellesley, duquesa de Wellington, como membro do primeiro ministério de William Ewart Gladstone. Renunciou ao cargo em 1870 devido a problemas de saúde e foi substituída por sua cunhada Anne Sutherland-Leveson-Gower, duquesa de Sutherland. Em dezembro de 1877, a rainha Vitória criou a Ordem da Coroa da Índia e a conferiu à duquesa de Argyll e a dezenas de outras mulheres darealeza e nobres. Também era membro da Ordem Real de Vitória e Alberto, Segunda Classe. A duquesa de Argyll morreu em 25 de maio de 1878, enquanto comia com Gladstone em Londres.
Três anos depois, seu viúvo se casou novamente com Amelia Maria, filha de Thomas Legh Claughton, bispo de St. Albans.

## Descendência

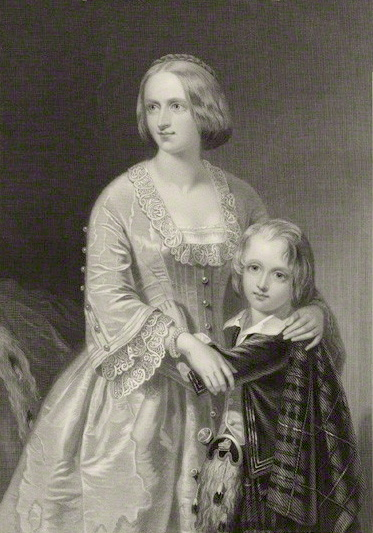
A Duquesa de Argyll com seu filho mais velho, John

O duque e a duquesa de Argyll tiveram 12 filhos:
- John Campbell, 9.º Duque de Argyll(6 de agosto de 1845 – 2 de maio de 1914); casado com a Luísa do Reino Unido em 1871
- Lord Archibald Campbell (18 de dezembro de 1846 – 29 de março de 1913); se casou com Janey Callendar e teve problemas, incluindo Niall Campbell, 10º Duque de Argyll
- Lord Walter Campbell (30 de julho de 1848 – 2 de maio de 1889); casou-se com Olivia Clarkson Miln em 1874 e foi avô de Ian Campbell, 11º Duque de Argyll
- Lady Edith Campbell (1849 – 1913); casado Henry Percy, 7º duque de Northumberland em 1868
- Lord George Granville Campbell (25 de dezembro de 1850–); se casou com Sybil Alexander em 1879
- Lady Elizabeth Campbell (n. 1852); tenente-coronel casado. Edward Harrison Clough-Taylor em 1880
- Lord Colin Campbell (1853–1895); casado Gertrude Elizabeth Blood em 1881
- Lady Victoria Campbell (22 de maio de 1854 – 6 de julho de 1910) [19]
- Lady Evelyn Campbell (n. 1855); casou-se com James Baillie-Hamilton em 1886
- Lady Frances Campbell (22 de fevereiro de 1858 – 25 de fevereiro de 1931); casou-se com o arquiteto Eustace Balfour, irmão do primeiro-ministro Arthur Balfour
- Lady Mary Emma Campbell (1859–1947); casada com  Edward Carr Glyn, Bispo de Peterborough
- Lady Constance Harriett Campbell (11 de novembro de 1864 – 9 de fevereiro de 1922);  casou-se com Charles Emmott em 1891

## Títulos e estilos
- 30 de maio de 1824 – 31 de julho de 1844: Lady Elizabeth Leveson-Gower
- 31 de julho de 1844 – 25 de abril de 1847: "A Mais Honorável  Marquesa de Lorne
- 25 de abril de 1847 – 25 de maio de 1878: 'Sua Graça' 'A Duquesa de Argyll